# スクッグ
スクッグ（英語: Skhug (Skhoog), Zhug、イエメン語: アラビア語: سَحاوِق saḥawaq)は、中東のチリソースである。イエメン料理が起源。
新鮮な辛い唐辛子をコリアンダー、ニンニクと様々なスパイスで味付けして作られる。赤色のSkhug adomは赤唐辛子から、緑色のSkhug yarokは緑唐辛子から作られる。茶色のSkhug chumは、Skhug yarokにトマトを加えたものである。イスラエルでは、一般名称のkharif(ヘブライ語:、「スパイシー」の意味)と呼ばれることもあり、ファラフェルやシャワルマのスタンドでフムスを添えて提供される。

## 作り方
伝統的なイエメンの料理人は、2つの石を用いてスクッグを作る。大きい方の石は表面で作業をするためのもので、小さい方の石は材料を潰すためのものである。すり鉢とすりこぎやフードプロセッサーを用いることもある。

## 医学的効能
イエメン・ユダヤ人は、唐辛子には医学的効能があるとしている。イエメン・ユダヤ人の伝承によると、彼らはトマトとフェヌグリークと唐辛子だけで大きな飢饉を生き抜いたと伝えられる。また別の伝承によると、重篤な伝染病がイエメンを襲ったが、その食糧のためにユダヤ教徒は回避できたとされる。唐辛子は、身体の病気への抵抗力を高め、生命力を向上させ、消化を助け、腸の寄生虫を防ぐと信じられている。